# Joroinen

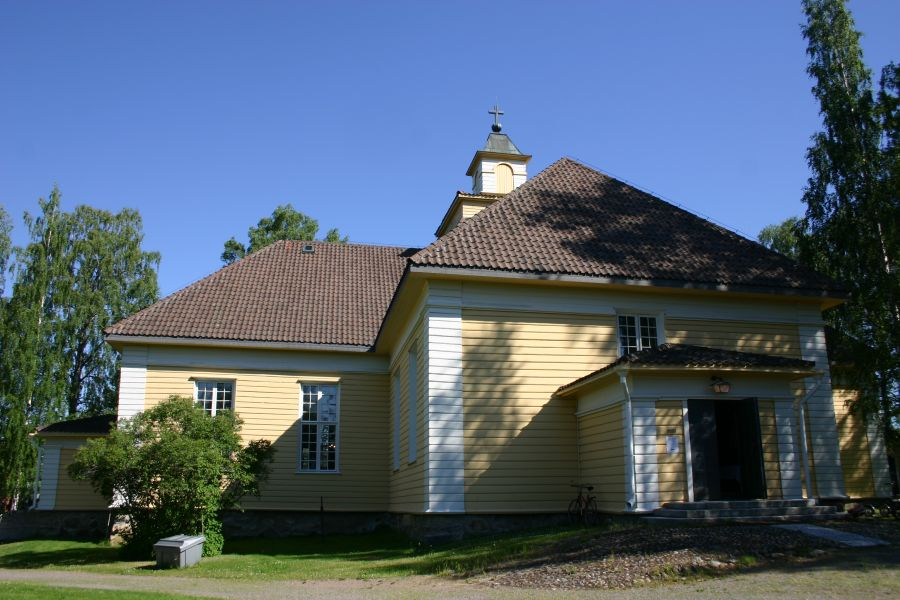
kerk in Joroinen

Joroinen (Zweeds: Jorois) is een gemeente in de Finse provincie Oost-Finland en in de Finse regio Zuid-Savo. De gemeente heeft een landoppervlakte van 574,9 km² en telt 4.540 inwoners (2022).